# Stade Breda
Le stade Breda est un stade basé à Sesto San Giovanni en Italie. Il est utilisé pour les rencontres de football et de football américain. Construit en 1939 puis rénové en 1988, le stade peut accueillir 4 500 spectateurs.
Les équipes hôtes sont la SSD Pro Sesto ainsi que l'Inter Milan Primavera (football) et le Seamen Milano (football américain).